# 布奇半島

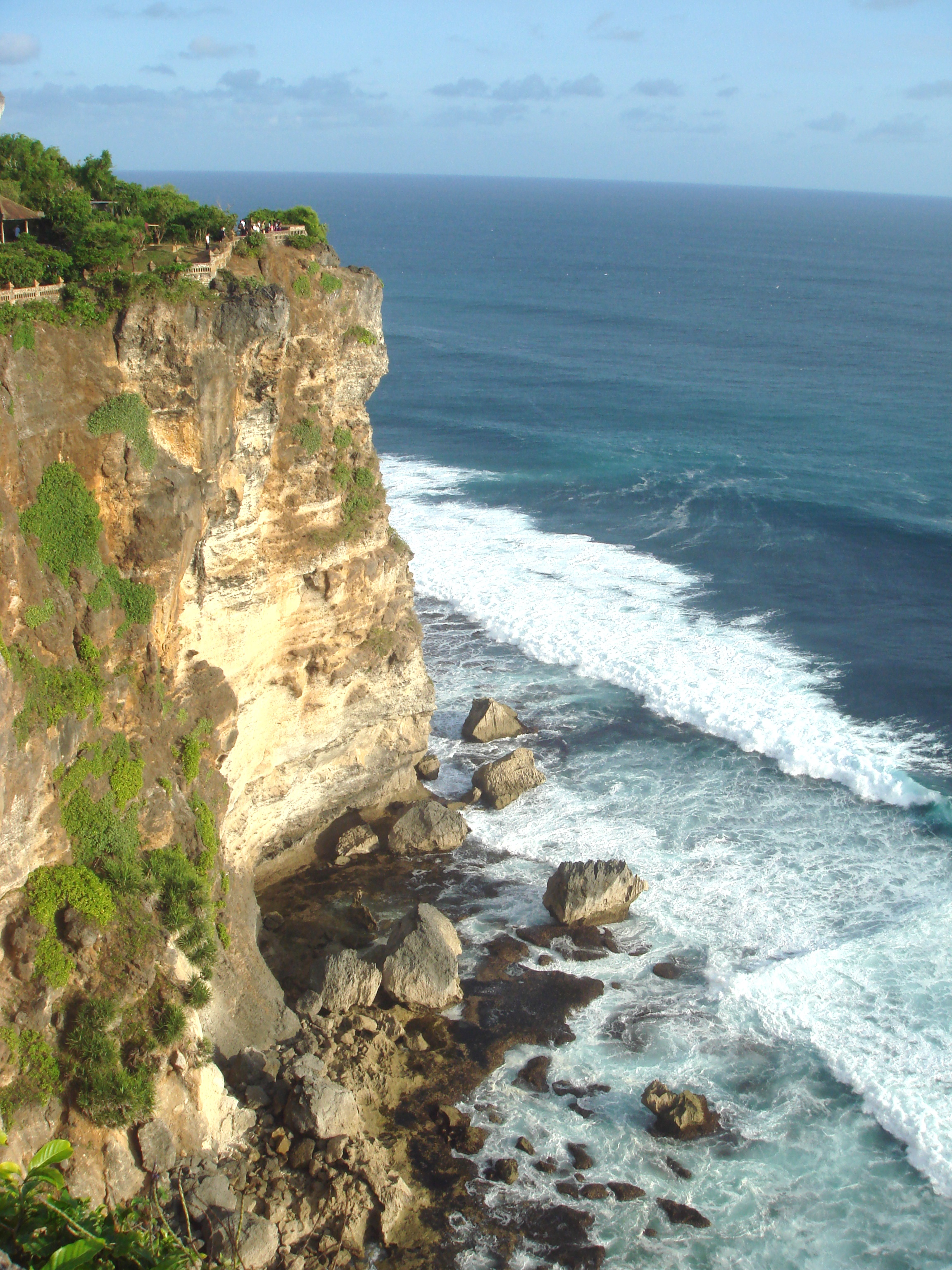
布奇半島景色

布奇半島是印度尼西亞的半島，位於峇里島南端，是衝浪手的熱門地點。布奇半島鄰近伍拉·賴國際機場，加上懸崖上的景色壯麗，這個地區在21世紀初進行大量投資和發展，2006年開始建造峇里島第四個高爾夫球場。